# Bryobium irukandjianum
Bryobium irukandjianum är en orkidéart som först beskrevs av S.F. St.Cloud, och fick sitt nu gällande namn av Mark Alwin Clements och David Lloyd Jones. Bryobium irukandjianum ingår i släktet Bryobium och familjen orkidéer. Inga underarter finns listade i Catalogue of Life.